# Vsauce
Vsauce là một kênh YouTube được thành lập bởi Michael Stevens. Kênh này đề cập tới nhiều thể loại từ triết lý, khoa học, cũng như trò chơi, công nghệ, văn hóa, và những chủ đề khác mà nhiều người quan tâm.